# Droogmiddel

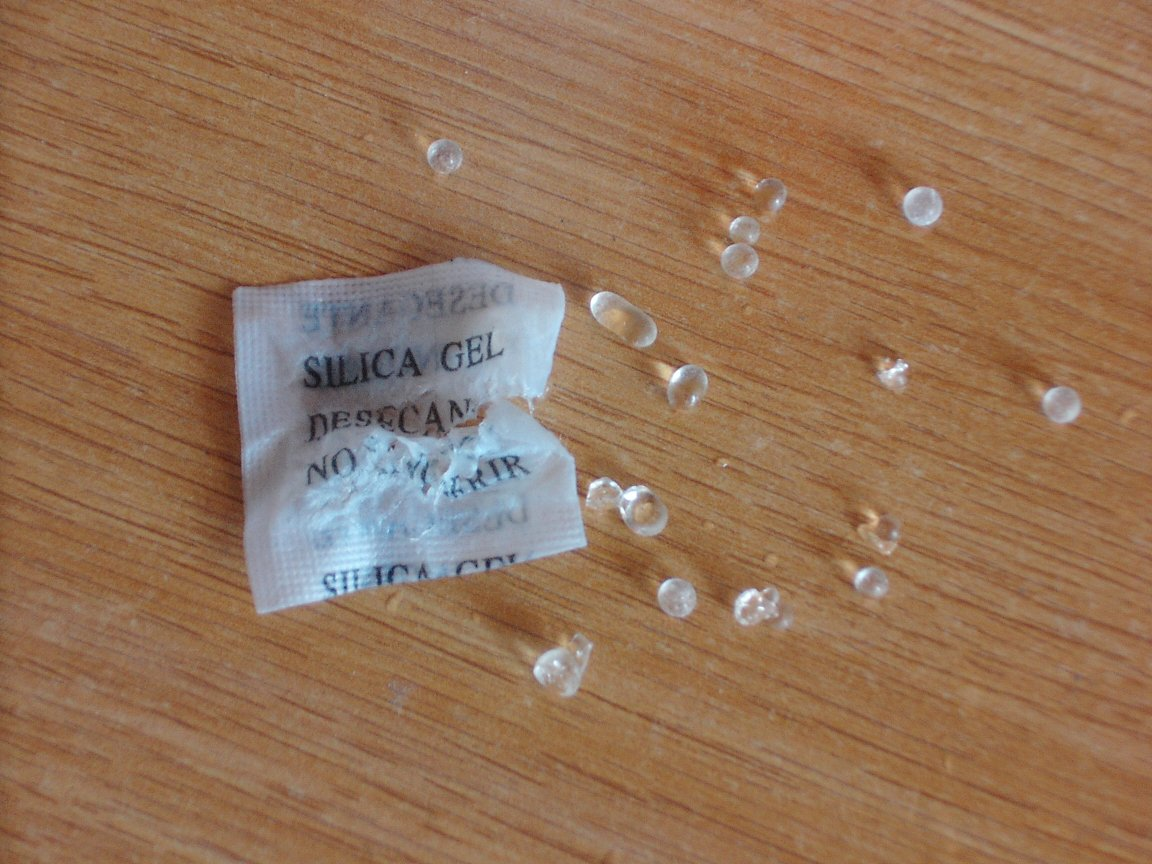
Silicagel is een voorbeeld van een droogmiddel.

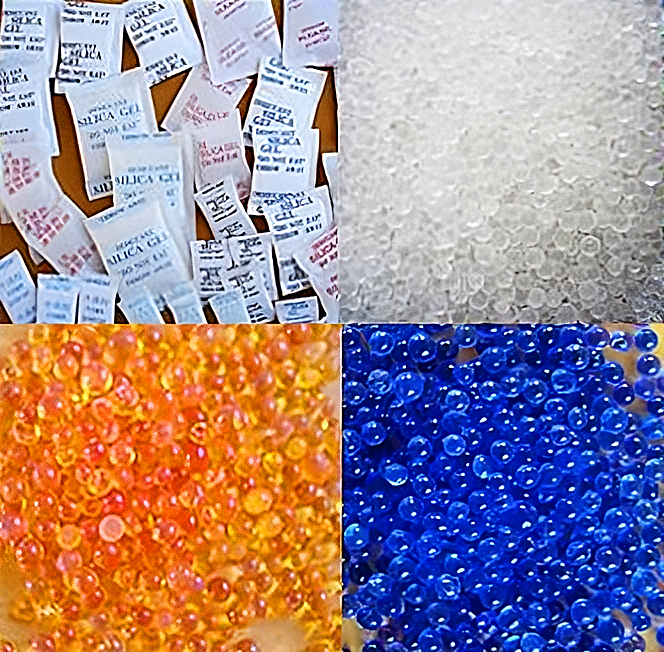
Gekleurde silicagel als indicator.

Een droogmiddel wordt gebruikt om water te onttrekken aan vloeistoffen of gassen. Droogmiddelen zijn in het algemeen hygroscopische stoffen. Voor alcoholen wordt vaak een moleculaire zeef ingezet. Deze zeef bestaat uit korreltjes met poriën die groot genoeg zijn om watermoleculen binnen te laten, maar die te klein zijn voor de moleculen van de te drogen stof.
In dit verband moet er op gewezen worden dat organische vloeistoffen droog (watervrij) kunnen zijn en toch vloeibaar.
Vooral de alcoholen en ethers zijn verbindingen die lastig droog te krijgen of te bewaren zijn. Ook voor de alkanen (olie-achtige verbindingen) geldt dat ze tot 1% vocht kunnen bevatten. Droogmiddelen worden ingezet om het water uit deze oplosmiddelen te verwijderen.
Bekende droogmiddelen zijn:
- magnesiumsulfaat (organische oplosmiddelen algemeen)
- calciumsulfaat (organische oplosmiddelen algemeen)
- natriumsulfaat (organische oplosmiddelen algemeen)
- lithiumaluminiumhydride (ethers en alkanen)
- moleculaire zeef (alcoholen)
- zwavelzuur (gassen, behalve ammoniak)

## Lijst van droogmiddelen
- Aerogel
- Aluminiumoxide
- Benzofenon
- Bentoniet
- Calciumchloride
- Calciumhydride
- Calciumsulfaat (gamma-anhydraat)
- Fosforpentoxide
- Kalium
- Kaliumcarbonaat
- Kaliumhydroxide
- Koper(II)sulfaat
- Lithiumaluminiumhydride
- Lithiumchloride
- Lithiumhydride
- Lithiumbromide
- Magnesium
- Magnesiumoxide
- Magnesiumsulfaat
- Magnesiumperchloraat
- Moleculaire zeef
- NaK, een natrium-kalium-legering
- Natrium
- Natriumchloraat
- Natriumhydroxide
- Natriumsulfaat
- Natriumbenzofenon
- Silicagel
- Zinkchloride (gesmolten)
- Zwavelzuur

## Toepassing
Bij veel apparaten wordt in de verpakking een grof geweven zakje met bijvoorbeeld silicagel meeverpakt. Dit moet het apparaat gedurende de opslag en het transport droog houden.
In laboratoria worden hygroscopische stoffen vaak droog gehouden in een zogenaamde desiccator, een speciale glazen pot met onderin een aparte ruimte waarin een droogmiddel kan worden aangebracht. Dit droogmiddel moet daartoe nog hygroscopischer zijn dan de droog te houden stof.